# Bertil
Bertil ist ein schwedischer männlicher Vorname.

## Herkunft und Bedeutung
Der Name ist eine skandinavische Form von Berthold; Näheres siehe dort. Eine Variante ist Bertel.

## Namensträger
- Bertil Albertsson (1921–2008), schwedischer Langstreckenläufer
- Bertil Almqvist (1902–1972), schwedischer Kinderbuchautor, Illustrator und Zeitungskarikaturist
- Bertil Andersson (1914–1990), schwedischer Mittelstreckenläufer
- Bertil Andersson (1929–2009), schwedischer Eishockey- und Fußballspieler
- Bertil Andersson (* 1948), schwedischer Biochemiker
- Bertil Antonsson (1921–2006), schwedischer Ringer
- Bertil Arvidson (1921–2004), schwedischer Diplomat
- Bertil Bäckvall (1923–2012), schwedischer Fußballspieler und -trainer
- Bertil Bentos (* 1942), uruguayischer Politiker
- Bertil Bernadotte (Bertil von Schweden; 1912–1997), schwedischer Adliger und Thronfolger
- Bertil van Boer (* 1952), US-amerikanischer Musikwissenschaftler und Komponist
- Bertil Bouillon (* 1958), deutscher Orthopäde, Unfallchirurg und Klinikdirektor
- Bertil Carlsson (1903–1953), schwedischer Skispringer
- Bertil Dillner (1923–2015), schwedischer Luftfahrtingenieur und Aerodynamik-Experte
- Bertil Edlund (1933–2021), schwedischer Wirtschaftsprüfer und Stifter
- Bertil Ericsson (1908–2002), schwedischer Fußballspieler
- Bertil Fox (* 1951), britischer professioneller Bodybuilder der International Federation of BodyBuilders und verurteilter Mörder
- Bertil Galland (* 1931), Schweizer Journalist und Schriftsteller
- Bertil Gärtner (1924–2009), schwedischer evangelisch-lutherischer Bischof
- Bertil Glans (* um 1938), schwedischer Badmintonspieler
- Bertil Göransson (1919–2004), schwedischer Steuermann im Rudern
- Bertil Haase (1923–2014), schwedischer Moderner Fünfkämpfer
- Bertil Hille (* 1940), US-amerikanischer Biologe
- Bertil Holmlund (* 1947), schwedischer Wirtschaftswissenschaftler und Hochschullehrer
- Bertil Hult (* 1941), schwedischer Unternehmer
- Bertil Jansson (1898–1981), schwedischer Kugelstoßer
- Bertil Johansson (1935–2021), schwedischer Fußballspieler und -trainer
- Bertil Johnsson (1915–2010), schwedischer Dreispringer
- Bertil Lindblad (1895–1965), schwedischer Astronom
- Bertil Linde (1907–1990), schwedischer Eishockeyspieler
- Bertil Löfberg (1923–1997), schwedischer Politiker
- Bertil Lööw (1924–2014), schwedischer Fußballschiedsrichter
- Bertil Lundman (1899–1993), schwedischer Anthropologe
- Bertil Malmberg (1889–1958), schwedischer Dichter
- Bertil Malmberg (1913–1994), schwedischer Phonetiker, Romanist und Allgemeiner Sprachwissenschaftler
- Bertil Mark (* 1976), deutscher Licht- und Bühnendesigner, Percussionist und Musikproduzent
- Bertil Mårtensson (1945–2018), schwedischer Science-Fiction-Autor und Philosoph
- Bertil Nordahl (1917–1998), schwedischer Fußballspieler
- Bertil Nordenskjöld (1891–1975), schwedischer Militär und Fußballspieler
- Bertil Norman (1929–2023), schwedischer Orientierungsläufer
- Bertil Nyström (* 1935), schwedischer Ringer
- Bertil Östbo (1916–2007), schwedischer Unternehmer und Kunstmäzen in Oberösterreich
- Bertil Ohlin (1899–1979), schwedischer Ökonom und Politiker
- Bertil Ohlson (1899–1970), schwedischer Zehnkämpfer
- Bertil Qvist (1920–1991), finnischer Mathematiker und Astronom
- Bertil Rönnmark (1905–1967), schwedischer Sportschütze
- Bertil Roos (1943–2016), schwedischer Formel-1-Rennfahrer
- Bertil Sjöberg (1914–1999), schwedischer Maler
- Bertil Svahnström (1907–1972), schwedischer Journalist, Autor und Persönlichkeit der schwedischen und internationalen Friedensbewegung
- Bertil Tallberg (1883–1963), finnischer Segler
- Bertil Uggla (1890–1945), schwedischer Stabhochspringer, Fechter und Moderner Fünfkämpfer
- Bertil Vallien (* 1938), schwedischer Künstler und Glas-Designer
- Bertil von Wachenfeldt (1909–1995), schwedischer Leichtathlet
- Bertil Werkström (1928–2010), schwedischer lutherischer Geistlicher und Erzbischof von Uppsala
- Bertil Wetzelsberger (1892–1967), österreichischer Dirigent und Intendant

Zweitname
- Nils-Bertil Dahlander (1928–2011), schwedischer Jazz-Schlagzeuger
- Sven-Bertil Taube (1934–2022), schwedischer Sänger und Schauspieler